# 王铁彬
王铁彬（1918年12月9日—2020年9月22日），四川重庆人，中国电影化妆师，中国电影家协会会员。

## 生平
1918年生于重庆的一个农民家庭。1939年入中国电影制片厂学习化妆，师从辛汉文。期间也在中华剧艺社为《屈原》、《哈姆雷特》等剧中人物化妆。1945年抗日战争胜利后，跟随中电剧团来到上海，担任《万世师表》、《重庆二十四小时》化妆工作。1946年，上海昆仑影业公司要拍摄电影《八千里路云和月》。他受导演史东山的邀请担任化妆造型工作，之后又参与了《乌鸦与麻雀》、《武训传》等电影，并兼任中央电影摄影场一厂《还乡日记》等影片的化妆师。1949年中华人民共和国成立后，担任上海电影制片厂化妆师，先后负责《宋景诗》、《女篮5号》、《雾海夜航》、《红色娘子军》、《女理发师》、《舞台姐妹》、《玉色蝴蝶》等影片的化妆工作。1950年代中期在拍摄《李时珍》时，将乳胶用于化妆造型，后在全国推广使用，受到文化部的表扬。他也是一位钓鱼爱好者。2020年9月22日凌晨在上海市徐汇区中心医院逝世。